# Laurids Kjærulf
Laurids Mortensen Kjærulf (1647 – begravet 25. februar 1729) var en dansk godsejer, bror til Anders Kjærulf.
Han var søn af Morten Laursen Kierulf og var ridefoged på godset Gammel Wiffertsholm i Himmerland. I 1679 døde godsets ejer, og den daglige ledelse var lagt i hænderne på Laurids Kierulf, som kort efter (1680) købte den på auktion. Han blev en holden man og var også pengeudlåner. 11. april 1724 gjorde kongen ham og hans bror til adelsmand, og da han døde i 1729, efterlod han sig en stor formue. 
Han blev 22. oktober 1685 gift i Solbjerg Kirke med Karen Giesmann, men efterlod ikke overlevende sønner.